# Hold My Hand (Lady Gaga)
Hold My Hand is een nummer van de Amerikaanse zangeres Lady Gaga. Het nummer werd uitgebracht op 3 mei 2022 door Interscope Records. Het is de eerste single van de soundtrack Top Gun: Maverick (2022). Het lied werd geschreven en geproduceerd door Gaga en BloodPop als "een liefdesbrief aan de wereld tijdens en na een zeer moeilijke tijd". Benjamin Rice ontving extra productiekredieten. Het nummer werd gekozen als Alarmschijf door Qmusic. De officiële videoclip werd uitgebracht op 6 mei 2022 en is gemaakt door Joseph Kosinski, die ook de film Top Gun: Maverick heeft geregisseerd. Op 21 mei 2022 verscheen het nummer in de Nederlandse Top 40. Op 18 juni 2022 verscheen het nummer in de Vlaamse Ultratop 50.

## Hitnoteringen

### Nederlandse Top 40
| Hitnotering: 21-05-2022 t/m 09-07-2022 | Hitnotering: 21-05-2022 t/m 09-07-2022 | Hitnotering: 21-05-2022 t/m 09-07-2022 | Hitnotering: 21-05-2022 t/m 09-07-2022 | Hitnotering: 21-05-2022 t/m 09-07-2022 | Hitnotering: 21-05-2022 t/m 09-07-2022 | Hitnotering: 21-05-2022 t/m 09-07-2022 | Hitnotering: 21-05-2022 t/m 09-07-2022 | Hitnotering: 21-05-2022 t/m 09-07-2022 | Hitnotering: 21-05-2022 t/m 09-07-2022 |
| Week:                                  | 1                                      | 2                                      | 3                                      | 4                                      | 5                                      | 6                                      | 7                                      | 8                                      |                                        |
| -------------------------------------- | -------------------------------------- | -------------------------------------- | -------------------------------------- | -------------------------------------- | -------------------------------------- | -------------------------------------- | -------------------------------------- | -------------------------------------- | -------------------------------------- |
| Positie:                               | 35                                     | 33                                     | 33                                     | 32                                     | 32                                     | 32                                     | 28                                     | 32                                     | uit                                    |

### Vlaamse Ultratop 50
| Hitnotering: (Week 1 t/m 21) 18-06-2022 t/m 05-11-2022 Hitnotering: (Week 22) 19-11-2022 | Hitnotering: (Week 1 t/m 21) 18-06-2022 t/m 05-11-2022 Hitnotering: (Week 22) 19-11-2022 | Hitnotering: (Week 1 t/m 21) 18-06-2022 t/m 05-11-2022 Hitnotering: (Week 22) 19-11-2022 | Hitnotering: (Week 1 t/m 21) 18-06-2022 t/m 05-11-2022 Hitnotering: (Week 22) 19-11-2022 | Hitnotering: (Week 1 t/m 21) 18-06-2022 t/m 05-11-2022 Hitnotering: (Week 22) 19-11-2022 | Hitnotering: (Week 1 t/m 21) 18-06-2022 t/m 05-11-2022 Hitnotering: (Week 22) 19-11-2022 | Hitnotering: (Week 1 t/m 21) 18-06-2022 t/m 05-11-2022 Hitnotering: (Week 22) 19-11-2022 | Hitnotering: (Week 1 t/m 21) 18-06-2022 t/m 05-11-2022 Hitnotering: (Week 22) 19-11-2022 | Hitnotering: (Week 1 t/m 21) 18-06-2022 t/m 05-11-2022 Hitnotering: (Week 22) 19-11-2022 | Hitnotering: (Week 1 t/m 21) 18-06-2022 t/m 05-11-2022 Hitnotering: (Week 22) 19-11-2022 | Hitnotering: (Week 1 t/m 21) 18-06-2022 t/m 05-11-2022 Hitnotering: (Week 22) 19-11-2022 | Hitnotering: (Week 1 t/m 21) 18-06-2022 t/m 05-11-2022 Hitnotering: (Week 22) 19-11-2022 | Hitnotering: (Week 1 t/m 21) 18-06-2022 t/m 05-11-2022 Hitnotering: (Week 22) 19-11-2022 | Hitnotering: (Week 1 t/m 21) 18-06-2022 t/m 05-11-2022 Hitnotering: (Week 22) 19-11-2022 | Hitnotering: (Week 1 t/m 21) 18-06-2022 t/m 05-11-2022 Hitnotering: (Week 22) 19-11-2022 | Hitnotering: (Week 1 t/m 21) 18-06-2022 t/m 05-11-2022 Hitnotering: (Week 22) 19-11-2022 | Hitnotering: (Week 1 t/m 21) 18-06-2022 t/m 05-11-2022 Hitnotering: (Week 22) 19-11-2022 | Hitnotering: (Week 1 t/m 21) 18-06-2022 t/m 05-11-2022 Hitnotering: (Week 22) 19-11-2022 | Hitnotering: (Week 1 t/m 21) 18-06-2022 t/m 05-11-2022 Hitnotering: (Week 22) 19-11-2022 | Hitnotering: (Week 1 t/m 21) 18-06-2022 t/m 05-11-2022 Hitnotering: (Week 22) 19-11-2022 | Hitnotering: (Week 1 t/m 21) 18-06-2022 t/m 05-11-2022 Hitnotering: (Week 22) 19-11-2022 | Hitnotering: (Week 1 t/m 21) 18-06-2022 t/m 05-11-2022 Hitnotering: (Week 22) 19-11-2022 |
| Week:                                                                                    | 1                                                                                        | 2                                                                                        | 3                                                                                        | 4                                                                                        | 5                                                                                        | 6                                                                                        | 7                                                                                        | 8                                                                                        | 9                                                                                        | 10                                                                                       | 11                                                                                       | 12                                                                                       | 13                                                                                       | 14                                                                                       | 15                                                                                       | 16                                                                                       | 17                                                                                       | 18                                                                                       | 19                                                                                       | 20                                                                                       |                                                                                          |
| ---------------------------------------------------------------------------------------- | ---------------------------------------------------------------------------------------- | ---------------------------------------------------------------------------------------- | ---------------------------------------------------------------------------------------- | ---------------------------------------------------------------------------------------- | ---------------------------------------------------------------------------------------- | ---------------------------------------------------------------------------------------- | ---------------------------------------------------------------------------------------- | ---------------------------------------------------------------------------------------- | ---------------------------------------------------------------------------------------- | ---------------------------------------------------------------------------------------- | ---------------------------------------------------------------------------------------- | ---------------------------------------------------------------------------------------- | ---------------------------------------------------------------------------------------- | ---------------------------------------------------------------------------------------- | ---------------------------------------------------------------------------------------- | ---------------------------------------------------------------------------------------- | ---------------------------------------------------------------------------------------- | ---------------------------------------------------------------------------------------- | ---------------------------------------------------------------------------------------- | ---------------------------------------------------------------------------------------- | ---------------------------------------------------------------------------------------- |
| Positie:                                                                                 | 27                                                                                       | 20                                                                                       | 34                                                                                       | 16                                                                                       | 20                                                                                       | 20                                                                                       | 17                                                                                       | 25                                                                                       | 20                                                                                       | 17                                                                                       | 11                                                                                       | 18                                                                                       | 27                                                                                       | 23                                                                                       | 27                                                                                       | 29                                                                                       | 33                                                                                       | 37                                                                                       | 27                                                                                       | 36                                                                                       |                                                                                          |
| Week:                                                                                    | 21                                                                                       |                                                                                          | 22                                                                                       |                                                                                          |                                                                                          |                                                                                          |                                                                                          |                                                                                          |                                                                                          |                                                                                          |                                                                                          |                                                                                          |                                                                                          |                                                                                          |                                                                                          |                                                                                          |                                                                                          |                                                                                          |                                                                                          |                                                                                          |                                                                                          |
| Positie:                                                                                 | 43                                                                                       | uit                                                                                      | 49                                                                                       | uit                                                                                      |                                                                                          |                                                                                          |                                                                                          |                                                                                          |                                                                                          |                                                                                          |                                                                                          |                                                                                          |                                                                                          |                                                                                          |                                                                                          |                                                                                          |                                                                                          |                                                                                          |                                                                                          |                                                                                          |                                                                                          |

## Prijzen en nominaties
| Jaar | Prijs                   | Categorie                          | Genomineerde(n)                          | Uitslag     |
| ---- | ----------------------- | ---------------------------------- | ---------------------------------------- | ----------- |
| 2023 | Golden Globes           | Beste filmsong                     | BloodPop & Lady Gaga voor "Hold My Hand" | Genomineerd |
| 2023 | Critics' Choice Awards  | Beste nummer                       | BloodPop & Lady Gaga voor "Hold My Hand" | Genomineerd |
| 2023 | Grammy Awards           | Best Song Written for Visual Media | BloodPop & Lady Gaga voor "Hold My Hand" | Genomineerd |
| 2023 | Satellite Awards        | Beste filmsong                     | BloodPop & Lady Gaga voor "Hold My Hand" | Gewonnen    |
| 2023 | Academy Awards (Oscars) | Beste originele nummer             | BloodPop & Lady Gaga voor "Hold My Hand" | Genomineerd |